# Kevin Newman
Kevin Bradley Newman (Poway, California, 4 de agosto de 1993), más conocido como Kevin Newman, es un jugador profesional estadounidense de béisbol que se desempeña en la posición de campocorto en Los Angeles Angels, equipo de las Grandes Ligas de Béisbol (MLB).

## Carrera
Newman hizo su debut en la MLB con el equipo Pittsburgh Pirates, en el cual jugó cinco temporadas (2018-2022), después pasó a Cincinnati Reds (2023), luego a Arizona Diamondbacks (2024), posteriormente a Los Angeles Angels.